# Natus Vincere
Natus Vincere (з лат. — «Народжені Перемагати»), скорочено NAVI — українська кіберспортивна організація.
Команда стала першою в історії кіберспорту, яка перемогла у трьох головних турнірах з Counter Strike за один рік — World Cyber Games 2010, Intel Extreme Masters та Electronic Sports World Cup.
У 2011 році організація виграла найбільший турнір по грі Dota 2 — The International. У 2021 році команда Na'Vi по Counter-Strike: Global Offensive перемогла на мейджор-турнірі — PGL Major Stockholm 2021. Також у 2021 році команда виграла Intel Grand Slam, сумарно отримавши за рік понад 2 000 000 $ призових. 31 березня 2024 року вони виграли перший мейджор-турнір по Counter-Strike 2, PGL Major Copenhagen 2024.
Іншими важливими досягненнями для організації стали перемога шведського гравця Себастіана «Ostkaka» Енгвалла на чемпіонаті світу з Hearthstone 2015 року, а 2018 року склад з Paladins виграв турнір Paladins World Championship 2018, ставши чемпіоном світу з цієї ігрової дисципліни.
Організація має або мала команди в різних ігрових дисциплінах, зокрема: Dota 2, Counter-Strike, PUBG, PUBG Mobile, Apex Legends, League of Legends, Rainbow Six Siege, Fortnite, Call of Duty, FIFA, Hearthstone, Halo, Starcraft II, Rocket League, Heroes of the Storm, Quake Champions, Valorant, Brawl Stars, Wild Rift, Free Fire, Mobile Legends: Bang Bang, Arena FPS, World of Tanks, Шахи.
У 2022 році організація стала амбасадором фандрейзингової платформи United24.

## Організація
У жовтні 2009 року казахський підприємець Мурат «Arbalet» Жумашевич оголосив про створення кіберспортивної організації під час турніру Intel Extreme Masters, що проходив у Дубаї. Він мав забезпечити фінансування, необхідне для функціонування організації, а також надати місце для тренувань гравців, тоді як starix, професійний гравець Counter-Strike, взяв на себе обов'язок сформувати склад організації.
Спочатку організація мала назву Arbalet UA, але згодом назва була змінена на абревіатуру Na'Vi, яка була натхненна фільмом «Аватар». У лютому 2010 було оголошено конкурс на найкращу назву команди. Голосування відбувалося на сайті hltv.org, де було залишено понад 2000 коментарів. Переможцем став португалець Bruno «hArt1k» Estevens, який запропонував назву «Team Vincit», похідною від якого стала остаточна назва «Natus Vincere», що дозволило залишити тег «Na'Vi» без змін.
З моменту заснування у 2009 році керівником і спонсором організації був Мурат Жумашевич. У жовтні 2011 року його домовленість з членами організації закінчилася, після чого керівництво і розвиток Natus Vincere здійснювалося власними силами. Новим генеральним директором організації став Олександр «ZeroGravity» Кохановський.
Влітку 2016 року організація Natus Vincere уклала угоду з російським кіберспортивним холдингом ESforce Holding Ltd, колись заснованим Олександром Кохановським спільно з власником клубу Virtus.pro Антоном Черепенниковим. Сума угоди склала близько $10 млн. Співпраця між Natus Vincere та ESforce тривала до кінця 2017 року, коли всі права, що стосуються Natus Vincere були повернуті Zero Gravity Group, засновником і керівником якої є Кохановський. При цьому, Кохановський покинув раду директорів ESforce.
З 25 січня 2017 року генеральним менеджером організації став Євген «HarisPilton» Золотарьов, а Кохановський залишився в організації як член ради директорів і керівник Zero Gravity Group.
Керівництво організації на 2023 рік:
- Олександр «ZeroGravity» Кохановський — засновник
- Євгеній «HarisPilton» Золотарьов — головний виконавчий директор (CEO)
- Олексій «xaoc» Кучеров — головний операційний директор (COO)

## Counter-Strike

### Історія
17 грудня 2009 року була створена команда з Counter-Strike під назвою Arbalet UA, яка складалася з: Іоана «Edward» Сухарєва, Єгора «markeloff» Маркелова, Сергія «starix» Іщука, Арсенія «ceh9» Триноженка та Данила «Zeus» Тесленка, а Олександр «ZeroGravity» Кохановський обійняв посаду менеджера команди.
31 січня 2010 року Arbalet.UA перемагає на турнірі Arbalet Cup Asia 2010, обігравши команду ForZe у фіналі.
Після невдалого виступу на Arbalet Cup CIS 2010 (4-е місце) Маркелов, найкращий гравець команди, вирішив пропустити наступний великий турнір, ASUS Winter 2010, щоб команда могла підготуватися до української кваліфікації на ESWC. У середині травня 2010 року Na'Vi посіли 2-е місце на престижному турнірі Arbalet Cup Europe 2010 у Стокгольмі, поступившись у фіналі Fnatic і отримавши $10 000 призових.

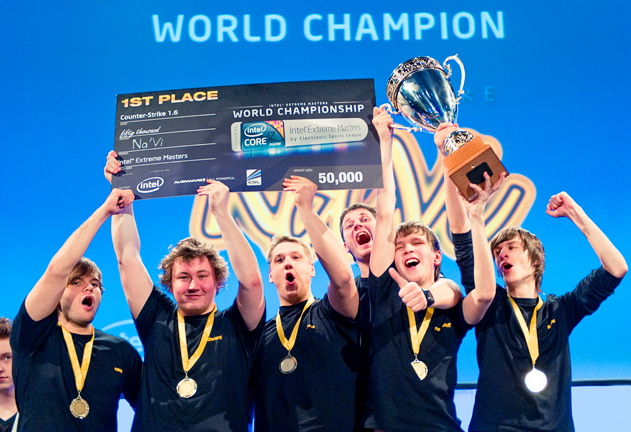
Перемога на турнірі IEM4

Команда Na'Vi здобула перемогу в гранд-фіналі четвертого сезону Intel Extreme Masters шведську команду Fnatic, а також першою з команд СНД стає чемпіоном світу за версією ESWC. Після перемоги на чемпіонаті світу Natus Vincere оголосили про участь ще у 2 турнірах — Arbalet Cup Dallas і GameGune 2010 (Більбао). 18 липня 2010 року Na'Vi виграли Arbalet Cup Dallas, перемігши у фінальному матчі Mousesports. Також Na'Vi посіли 3 місце на GameGune 2010 та Intel Extreme Masters Shanghai.
Наступним турніром для Na'Vi стало ASUS Summer 2010, на який команда отримала пряме запрошення. Цей турнір став першим у серії ASUS Open, який проходив у київському ігровому центрі «Kyiv CyberSport Arena». У півфіналі Na'Vi поступилися казахстанській команді k23 і в результаті посіли 3 місце.
4 жовтня 2010 року команда додає до списку досягнень перемогу на чемпіонаті світу World Cyber Games, ставши першою у світі командою, яка завоювала три найпрестижніші чемпіонські титули (IEM, ESWC, WCG) за один рік. Наприкінці жовтня 2010 року телекоментатор ESL Бакр «KinGSaicx» Фадл заявив, що SK Gaming збирається запросити українську команду на місце свого шведського колективу, але менеджер Natus Vincere спростував цю інформацію.
На початку листопада 2010 року Natus Vincere взяли участь у турнірі World e-Sports Masters (WEM 2010), який щорічно збирав найкращі команди з усього світу в китайському місті Ханчжоу. Серед восьми учасників турніру Na'Vi посіли 4-е місце. З 25 по 27 листопада 2010 року у шведському місті Єнчепінг відбувся найбільший LAN-турнір у світі — DreamHack Winter 2010. Щоб потрапити на цей турнір, Natus Vincere довелося пропустити великий російський турнір ASUS Autumn 2010, оскільки він збігався з датами DreamHack. Пройшовши груповий етап, Na'Vi у фіналі послідовно обіграли команди puta, Fnatic, Frag Executors та mTw.dk і стали переможцями турніру. У чотирьох матчах плей-оф українці лише одного разу поступилися Fnatic на новій мапі — de_mirage. «starix» (Сергій Іщук) отримав нагороду MVP турніру.
У 2010 році Natus Vincere встановила рекорд, заробивши за рік понад 215 тисяч доларів, побивши попереднє досягнення Fnatic (189 тис. доларів за 2009 рік). Популярний сайт HLTV.org склав рейтинг 20 найкращих гравців у Counter-Strike за 2010-й рік. Єгор «markeloff» Маркелов посів 1-е місце, Сергій «starix» Іщук — 4-е, Іоанн «Edward» Сухарєв — 5-е, а капітан Na'Vi Данило «Zeus» Тесленко отримав 19-е місце, а також звання «Найкращий капітан року».
У березні 2024 році Natus Vincere стала переможцем у фіналі по грі Counter-Strike 2 престижного мейджора PGL Major Copenhagen 2024, який проводився з 17 по 31 березня у місті Копенгагені (Данія).
22 вересня 2024 року Natus Vincere стала переможцем турніру ESL Pro League Season 20 з Counter-Strike 2. У фіналі вони виграли у турецької команди Eternal Fire у форматі Best of 5 (3:2 за картами). За підсумками турніру звання найкращого гравця (MVP) отримав Юстінас "jL" Лекавічус, а NAVI поповнили власну скарбничку призовими у 170 тисяч доларів.
13 жовтня 2024 року NAVI стали чемпіонами IEM Rio 2024. За цей виступ NAVI заробили $ 100 000.

### Склади команд

#### Основний склад (Natus Vincere)
| Країна         | Нік            | Повне ім'я          |
| Основний склад | Основний склад | Основний склад      |
| -------------- | -------------- | ------------------- |
| Фінляндія      | Aleksib        | Алексі Віролайнен   |
| Румунія        | iM             | Міхай Іван          |
| Україна        | b1t            | Валерій Ваховський  |
| Литва          | jL             | Юстінас Лекавічус   |
| Україна        | w0nderful      | Ігор Жданов         |
| Тренер         |                |                     |
| Україна        | B1ad3          | Андрій Городенський |

#### Navi Junior
| Країна         | Нік            | Повне ім'я          |
| Основний склад | Основний склад | Основний склад      |
| -------------- | -------------- | ------------------- |
| Україна        | dem0n          | Дмитро Мірошниченко |
| Україна        | Magic          | Максим Мельничук    |
| Косово         | Krabeni        | Аулон Фазлія        |
| Косово         | Makazze        | Дрін Шакірі         |
| Румунія        | fnl            | Девід Мусурою       |
| Тренер         |                |                     |
| Іспанія        | Kairi          | Давід де Мігель     |

#### NAVI Youth
| Країна         | Нік            | Повне ім'я          |
| Основний склад | Основний склад | Основний склад      |
| -------------- | -------------- | ------------------- |
| Україна        | froz1k         | Адам Нагорний       |
| Україна        | UNBROKEN       | Марк Варакута       |
| Україна        | cmtry          | Микита Самольотов   |
| Норвегія       | qzr            | Олександр Асфольм   |
| Литва          | dziugss        | Джюгас Степонавічюс |
| Тренер         |                |                     |
| Угорщина       | coolio         | Андраш Ферчак       |

### Колишні гравці

#### Основний склад (Natus Vincere)
| Країна     | Нік          | Повне ім'я                    |
| ---------- | ------------ | ----------------------------- |
| Україна    | ceh9         | Триноженко Арсеній Сергійович |
| Україна    | markeloff    | Маркелов Єгор Вадимович       |
| Україна    | starix       | Сергій Іщук                   |
| Україна    | Edward       | Сухарєв Іоан Валерійович      |
| Україна    | Zeus         | Тесленко Данило Ігорович      |
| Україна    | somedieyoung | Віктор Оруджев                |
| Україна    | npl          | Андрій Кухарський             |
| Україна    | s1mple       | Костилєв Олександр Олегович   |
| Словаччина | GuardiaN     | Ладіслав Ковач                |
| Росія      | seized       | Денис Костін                  |
| Росія      | tonyblack    | Антон Колєсніков              |
| Росія      | flamie       | Єгор Васільєв                 |
| Росія      | Boombl4      | Михайлов Кирило Сергійович    |
| Росія      | electroNic   | Денис Шаріпов                 |
| Росія      | Perfecto     | Ілля Залуцький                |

#### Випускники академії (NAVI Junior)
| Країна  | Нік       | Повне ім'я         | Команда           |
| ------- | --------- | ------------------ | ----------------- |
| Україна | b1t       | Валерій Ваховський | Natus Vincere     |
| Росія   | m0NESY    | Ілля Осіпов        | G2 Esports        |
| Україна | headtr1ck | Данило Валітов     | Ninjas in Pyjamas |
| Україна | npl       | Андрій Кухарський  | B8                |

#### Жіночий склад (NAVI Javelins)
| Країна     | Нік     | Повне ім'я            |
| ---------- | ------- | --------------------- |
| Португалія | D7      | Марта Асенсіо         |
| Франція    | Astra   | Майліне-Джоі Шампляуд |
| Польща     | Vicu    | Вікторія Янічка       |
| Польща     | Hanka   | Ханіа Пудліс          |
| Польща     | Angelka | Ангеліна Козловська   |
| Польща     | Danuu   | Данута Грайковська    |
| Польща     | Liina   | Кароліна Каспшик      |
| Польща     | LETi    | Мартина Овсік         |

### Досягнення
Основний склад (Natus Vincere)
Жирним шрифтом позначені Major-турніри
| Місце   | Турнір                                 | Місце проведення | Дата проведення         | Призові                                                 |
| ------- | -------------------------------------- | ---------------- | ----------------------- | ------------------------------------------------------- |
|         | SLTV StarSeries V                      | Київ             | 04.04.2013 — 07.04.2013 | $2 500                                                  |
|         | District Prague Challenge              | Прага            | 13.07.2013 — 14.07.2013 | $ 3 000                                                 |
|         | SLTV StarSeries VI                     | Київ             | 04.07.2013 — 07.07.2013 | $ 3 000                                                 |
|         | Dreamhack Bucharest 2013               | Бухарест         | 14.09.2013 — 15.09.2013 | $ 1 500                                                 |
|         | Techlabs Cup Minsk 2013 September      | Мінськ           | 28.09.2013 — 28.09.2013 | $ 1 500                                                 |
|         | Techlabs Cup Grand Final 2013          | Москва           | 16.11.2013 — 17.11.2013 | $3 500                                                  |
| 13-16   | Dreamhack Winter 2013                  | Єнчепінг         | 27.11.2013 — 01.12.2013 | $2 000                                                  |
|         | StarLadder: StarSeries VIII            | Київ             | 17.01.2014 — 19.01.2014 | $4 000                                                  |
| 13-16   | EMS One Katowice 2014                  | Катовиці         | 14.03.2014 — 16.03.2014 | $2 000                                                  |
|         | StarLadder: StarSeries IX              | Київ             | 17.04.2014 — 20.04.2014 | $14 000                                                 |
|         | Dreamhack Summer 2014                  | Єнчопінг         | 14.06.2014 — 17.06.2014 | $5 000                                                  |
|         | Iron Gaming LAN Austin                 | Остін (Техас)    | 04.07.2014 — 06.07.2014 | $2 000                                                  |
|         | Caseking of the Hill #1                | Онлайн           | 18.07.2014 — 18.07.2014 | $1 000                                                  |
|         | Caseking of the Hill #2                | Онлайн           | 23.07.2014 — 23.07.2014 | $1 000                                                  |
|         | Caseking of the Hill #3                | Онлайн           | 30.07.2014 — 30.07.2014 | $1 000                                                  |
| 5-8     | ESL One: Cologne 2014                  | Кельн            | 14.08.2014 — 17.08.2014 | $10,000                                                 |
|         | SLTV StarSeries Season X               | Київ             | 30.08.2014 — 31.08.2014 | $7 000                                                  |
|         | Game Show CS: GO League Finals         | Москва           | 30.08.2014 — 31.08.2014 | $ 12 000                                                |
|         | SLTV StarSeries Season XI Finals       | Київ             | 18.10.2014 — 19.10.2014 | $14 000                                                 |
| -       | DreamHack Winter 2014                  | Єнчопінг         | 27.11.2014 — 29.11.2014 | $22 000                                                 |
| 5-8     | ESL One: Katowice 2015                 | Катовиці         | 12.03.2015 — 15.03.2015 | $10 000                                                 |
| 5-8     | ESL One: Cologne 2015                  | Кельн            | 20.08.2015 — 23.08.2015 | $10 000                                                 |
|         | DreamHack Open Cluj-Napoca 2015        | Клуж-Напока      | 28.10.2015 — 01.11.2015 | $ 50 000                                                |
|         | Intel Extreme Masters San Jose         | Сан-Хосе         | 19.11.2015 — 22.11.2015 | $ 56 250                                                |
|         | ESL ESEA Season 2                      | Бербанк          | 10.12.2015 — 13.12.2015 | $ 60 000                                                |
|         | SL i-League StarSeries                 | Мінськ           | 13.01.2016 — 17.01.2016 | $ 40 000                                                |
|         | DreamHack ZOWIE Open Leipzig 2016      | Лейпциг          | 22.01.2016 — 24.01.2016 | $ 50 000                                                |
|         | Counter Pit Season 2 Finals            | Спліт            | 17.03.2016 — 18.03.2016 | $ 40 000                                                |
|         | MLG Major Championship: Columbus 2016  | Колумбус         | 29.03.2016 — 03.04.2016 | $ 150 000                                               |
|         | DreamHack Masters Malmö 2016           | Мальме           | 12.04.2016 — 17.04.2016 | $ 50 000                                                |
|         | StarLadder i-League Invitational #1    | Київ             | 19.05.2016 — 22.05.2016 | $ 20 000                                                |
| 5-8     | ESL One Cologne 2016                   | Кельн            | 05.07.2016 — 10.07.2016 | $ 35 000                                                |
|         | ESL One: New York 2016                 | Нью-Йорк         | 30.09.2016 — 02.10.2016 | $ 125 000                                               |
|         | EPICENTER: Moscow                      | Москва           | 17.10.2016 — 23.10.2016 | $ 40 000                                                |
| 5-8     | ELEAGUE Major: Atlanta 2017            | Атланта          | 22.01.2017 — 29.01.2017 | $ 35 000                                                |
|         | SL i-League StarSeries Season 3 Finals | Київ             | 04.04.2017 — 09.04.2017 | $ 25 000                                                |
|         | Adrenaline Cyber League 2017           | Москва           | 18.06.2017              | $ 25 000                                                |
|         | ESL One Cologne 2017                   | Кельн            | 04.07.2017 — 09.07.2017 | $ 20 885                                                |
| 12-14   | PGL Major Krakow 2017                  | Краків           | 16.07.2017 — 23.07.2017 | $ 8 750                                                 |
|         | DreamHack Open Winter 2017             | Єнчепінг         | 01.11.2017 — 03.11.2017 | $ 50 000                                                |
| -       | ELEAGUE Major: Boston 2018             | Атланта, Бостон  | 12.01.2018 — 28.01.2018 | $70,000                                                 |
|         | StarSeries i-League Season 4           | Київ             | 17.02.2018 — 25.02.2018 | $ 50 000                                                |
|         | DreamHack Masters Marseille            | Марсель          | 18.04.2018 — 22.04.2018 | $ 50 000                                                |
|         | ESL Pro League Season 7 Finals         | Даллас           | 15.05.2018 — 20.05.2018 | $ 55 000                                                |
|         | StarSeries i-League Season 5           | Київ             | 28.05.2018 — 03.06.2018 | $ 125 000                                               |
|         | CS: GO Asia Championships 2018         | Шанхай           | 14.06.2018 — 18.06.2018 | $ 150 000                                               |
|         | ESL One Cologne 2018                   | Кельн            | 03.07.2018 — 08.07.2018 | $ 125 000                                               |
|         | Eleague CS: GO Premier 2018            | Атланта          | 21.07.2018 — 29.07.2018 | $ 80 000                                                |
|         | Faceit Major 2018                      | Лондон           | 12.09.2018 — 23.09.2018 | $ 150 000                                               |
|         | EPICENTER 2018                         | Москва           | 23.10.2018 — 28.10.2018 | $ 75 000                                                |
|         | BLAST Pro Series Copenhagen 2018       | Копенгаген       | 02.11.2018 — 03.11.2018 | $ 125 000                                               |
|         | BLAST Pro Series Lisbon 2018           | Лісабон          | 14.12.2018 — 15.12.2018 | $ 50 000                                                |
|         | GG.BET ICE Challenge 2019              | Лондон           | 05.02.2019 — 07.02.2019 | $ 10 000                                                |
| -       | IEM Season XIII — Katowice Major 2019  | Катовиці         | 13.02.2019 — 03.03.2019 | $70,000                                                 |
|         | StarSeries i-League Season 7           | Шанхай           | 30.03.2019 — 07.04.2019 | $ 150 000                                               |
| -       | ESL One Cologne 2019                   | Кельн            | 02.07.2019 — 07.07.2019 | $ 22 000                                                |
| 5-8     | Starladder Berlin Major 2019           | Берлін           | 23.08.2019 — 08.09.2019 | $ 35 000                                                |
| -       | DreamHack Masters Malmo 2019           | Мальме           | 01.10.2019 — 06.10.2019 | $ 22 000                                                |
| -       | ESL Pro League Season 10 Europe        | Лондон           | 08.10.2019 — 18.11.2019 | -                                                       |
|         | Blast Pro Series Copenhagen 2019       | Копенгаген       | 01.11.2019 — 02.11.2019 | $ 25 000                                                |
| -       | ESL Pro League Season 10 Finals        | Оденсе           | 03.12.2019 — 08.12.2019 | $ 40 000                                                |
| -       | BLAST Premier Spring Series 2020       | Лондон           | 31.01.2019 — 16.02.2020 | $ 50 000                                                |
|         | ICE Challenge 2020                     | Лондон           | 01.02.2020 — 06.02.2020 | $ 50 000                                                |
|         | IEM Katowice 2020                      | Катовиці         | 24.02.2020 — 01.03.2020 | $ 250 000                                               |
|         | Gamers Without Borders 2020            | Онлайн           | 19.05.2020 — 14.06.2020 | $750 000 (Гроші пішли на розвиток вакцини від Covid-19) |
| 15×15px | Blast Premier Global Finals            | Онлайн           | 19.01.2021 — 24.01.2021 | $600 000                                                |
| -       | BLAST Premier: Spring Groups 2021      | Онлайн           | 04.02.2021 — 14.02.2021 | $25,000                                                 |
| 15×15px | DreamHack Masters Spring 2021          | Онлайн           | 29.04.2021 — 09.05.2021 | $100 000                                                |
|         | BLAST Premier: Spring Finals 2021      | Онлайн           | 15.06.2021 — 20.06.2021 | $85,000                                                 |
| 15×15px | StarLadder CIS RMR 2021                | Онлайн           | 27.06.2021 — 04.07.2021 | $40,000                                                 |
| 15×15px | IEM XVI - Cologne                      | Кельн            | 06.07.2021 — 18.07.2021 | $400 000                                                |
| 15×15px | ESL Pro League Season 14               | Онлайн           | 16.06.2021 — 12.09.2021 | $195 000                                                |
| 15×15px | Intel Grand Slam Season 3              | —                | 18.07.2019 — 12.09.2021 | $1 000                                                  |
| -       | BLAST Premier: Fall Groups 2021        | Онлайн           | 16.09.2021 — 26.09.2021 | $25,000                                                 |
|         | IEM XVI - Fall: CIS                    | Онлайн           | 29.09.2021 — 03.10.2021 | $12,000                                                 |
| 15×15px | PGL Major Stockholm 2021               | Стокгольм        | 27.10.2021 — 07.11.2021 | $1 000 000                                              |
| 15×15px | BLAST Premier: Fall Finals 2021        | Копенгаген       | 24.11.2021 — 28.11.2021 | $225 000                                                |
| 15×15px | BLAST Premier: World Final 2021        | Копенгаген       | 14.12.2021 — 19.12.2021 | $500 000                                                |
| -       | IEM XVI - Katowice                     | Катовиці         | 15.02.2022 — 27.02.2022 | $80 000                                                 |
|         | PGL Major Antwerp 2022                 | Антверпен        | 09.05.2022 — 22.05.2022 | $150 000                                                |
| 15×15px | BLAST Premier: Spring Finals 2022      | Лісабон          | 15.06.2022 — 19.06.2022 | $200,000                                                |
|         | IEM XVII - Cologne                     | Кельн            | 05.07.2022 — 15.07.2022 | $180 000                                                |
| -       | BLAST Premier: Fall Groups 2022        | Копенгаген       | 19.08.2022 — 28.08.2022 | $27,500                                                 |
| 5-8     | IEM Rio Major 2022                     | Ріо-де-Жанейро   | 31.10.2022 — 13.11.2022 | $45 000                                                 |
| -       | IEM Katowice 2023                      | Катовиці         | 01.02.2023 — 12.02.2023 | $80 000                                                 |
| -       | ESL Pro League Season 17               | Сент-Джуліан     | 22.02.2023 — 26.03.2023 | $50 000                                                 |
| -       | IEM Rio 2023                           | Ріо-де-Жанейро   | 17.04.2023 — 23.04.2023 | $20 000                                                 |
| 9-11    | BLAST.tv Paris Major 2023              | Париж            | 08.05.2023 — 21.05.2023 | $20 000                                                 |
|         | ESL Pro League Season 18               | Сент-Джуліан     | 30.08.2023 — 01.10.2023 | $90 000                                                 |
| -       | BLAST Premier World Final 2023         | Абу-Дабі         | 13.12.2023 — 17.12.2023 | $85 000                                                 |
| -       | BLAST Premier Spring Groups 2024       | Копенгаген       | 22.01.2024 — 28.01.2024 | $22 500                                                 |
| 15×15px | PGL Major Copenhagen 2024              | Копенгаген       | 18.03.2024 — 31.03.2024 | $500 000                                                |

## Dota 2

### Створення підрозділу
У жовтні 2010 року було оголошено про створення складу з гри DotA, до якого увійшли найкращі українські гравці. Одночасно було оголошено про наміри проєкту анонсувати склад із гри StarCraft 2. Спочатку до складу команди входило п'ятеро гравців, однак 23 грудня 2010 команду залишили Андрій «Mag~» Чіпенко та Олександр «Deff-» Степанюк. Потім до колективу приєдналися українські гравці DTS.Chatrix — Данило «Dendi» Ішутін та Іван «Artstyle» Антонов, який став капітаном нового складу. Після перемоги на ASUS Spring 2011, команду були змушені залишити Богдан «Ахура» Бойчук і Артур «Goblak» Костенко. Їх замінили російський гравець Дмитро Купріянов, за перехід якого організація заплатила 2000 $, й естонець Клемент Іванов, один з ветеранів європейської DotA.
Після серії невдалих виступів на турнірах 2015 року керівництво ухвалило рішення про розпуск команди та набір нового складу.

### Склади команд

#### Основний склад  (Natus Vincere)
| Країна         | Нік            | Повне ім'я        |
| Основний склад | Основний склад | Основний склад    |
| -------------- | -------------- | ----------------- |
| Україна        | shigetsu       | Максим Попадинець |
| Україна        | mellojul       | Максим Пньов      |
| Україна        | nefrit         | Дмитро Тарасіч    |
| Киргизстан     | W_Zayac        | Бакит Емілжанов   |
| Казахстан      | Malady         | Арман Оразбаєв    |
| Тренер         |                |                   |
| Україна        | Sword_Art      | Віталій Петкін    |

#### Navi Junior
| Країна         | Нік              | Повне ім'я          |
| Основний склад | Основний склад   | Основний склад      |
| -------------- | ---------------- | ------------------- |
| Україна        | gotthejuice      | Тарас Лінніков      |
| Україна        | Niku             | Артем Бачкур        |
| Україна        | pma              | Юрій Проц           |
| Киргизстан     | W_Zayac          | Бакит Емілжанов     |
| Україна        | Riddys           | Станіслав Мітрошкін |
| Тренер         |                  |                     |
| Україна        | TheHeartlessKing | Максим Фадеев       |

### Колишні гравці
| - Олександр «ХВОСТ» Дашкевич (Україна) - Данило «Dendi» Ішутін (Україна) - Клемент «Puppey» Іванов (Естонія) - Куро Салехі «KuroKy» Тахасомі (Німеччина) - Гліб «Funn1k» Ліпатніков (Україна) - Іван «ArtStyle» Антонов (Україна) - Андрій «Mag» Чіпенко (Україна) - Олександр «Deff-» Степанюк (Україна) - Богдан «Axypa» Бойчук (Україна) - Олександр «DkPhobos» Кучеря (Україна) - Артур «Goblak» Костенко (Україна) - Роман «rmN-» Палєй (Німеччина) - Пер Андерс Олссон «Pajkatt» (Швеція) - Малте «Biver» Вінтер (Данія) - Ілля «Lil» Іллюк (Україна) - Віктор «GeneRaL» Нігріні (Україна) - Ідан «MagicaL» Варданян (Ізраїль) - Семен «CemaTheSlayeR» Кривуля (Україна) - Владислав «Crystallize» Кристанек (Україна) - Андрій «ALWAYSWANNAFLY» Бондаренко (Україна) - Богдан «Iceberg» Василенко (Україна) - Ілля «ALOHADANCE» Коробкін (Україна) - Володимир «No[o]ne» Міненко (Україна) - Алік «V-Tune» Воробей (Україна) - Владислав «Laise» Лаїс (Україна) | - Акбар «SoNNeiKo» Бутаєв (Росія) - Нікола «LeBron» Попович (Сербія) - Ільнур «Kudes» Хафізов (Росія) - Артем «fng» Баршак (Білорусь) - Дмитро «LighTofHeaveN» Купріянов (Росія) - Сергій «ARS-ART» Ревін (Росія) - Андрій «PSM» Дунаєв (Росія) - Іван «VANSKOR» Скороход (Росія) - Дмитро «Ditya Ra» Міненков (Росія) - Дмитро «Ax.Mo» Морозов (Росія) - Федір «velheor» Русіхін (Росія) - Євгеній «Chuvash» Макаров (Росія) - Віталій «so bad» Ошманкевіч (Білорусь) - Євген «Blizzy» Рі (Киргизстан) - Бакит «Zayac» Емільжанов (Киргизстан) - Роман «RAMZES666» Кушнарьов (Росія) - Ільяс «illias» Ґанєєв (Росія) - Володимир «RodjER» Нікогосян (Росія) - Павло «9pasha» Хвастунов (Росія) - Микита «young G» Бочко (Білорусь) - Олекандр «Immersion» Хмєлєвской (Росія) - Олексій «Solo» Березін (Росія) - Микита «Nicky'Cool» Остахов (Казахстан) - Георгій «swedenstrong» Зайналабідов (Росія) - Даніал «Danial» Алібаєв (Казахстан) - Абдімалік «Malik» Сайлау (Казахстан) - Тамір «daze» Токпанов (Казахстан) |

### Участь в турнірах
| Місце | Турнір                                           | Місце проведення   | Дата проведення                          | Призові                            |
| ----- | ------------------------------------------------ | ------------------ | ---------------------------------------- | ---------------------------------- |
|       | ASUS Autumn 2010                                 | Київ               | 27 листопада 2010 року                   | $700                               |
|       | ASUS Winter 2011                                 | Київ               | 27 лютого 2011 року                      | 20 000 рублів                      |
|       | Intel Challenge Supercup                         | Київ               | 16 — 27 березня 2011 року                | $400                               |
|       | OSPL Spring 2011                                 | Алмати             | 3 квітня 2011 року                       | $2 300                             |
|       | ASUS Spring 2011                                 | Київ               | 29 травня 2011 року                      | 70 000 рублів                      |
|       | ASUS Summer 2011                                 | Київ               | 13 — 14 серпня 2011 року                 | 101 000 рублів                     |
|       | The International Dota 2 Championships           | Кельн              | 17 — 21 серпня 2011 року                 | $1 000 000                         |
|       | TECHLABS Cup Ukraine 2011                        | Київ               | 17 — 18 жовтня 2011 року                 | $4 000                             |
|       | Electronic Sports World Cup 2011                 | Париж              | 21 — 25 жовтня 2011 року                 | $12 000                            |
|       | DotA 2 Star Championship                         | Київ               | 8 — 11 грудня 2011 року                  | $5 000                             |
|       | ASUS Cup 2011 «Final Battle of the Year»         | Київ               | 18 — 19 грудня 2011 року                 | 50 000 рублів                      |
|       | The Defense                                      | Онлайн             | 13 листопада 2011 — 7 березня 2012 року  | 6 000 €                            |
|       | The Premier League                               | Онлайн             | 4 січня — 13 березня 2012 року           | $5 000                             |
|       | TECHLABS Cup Russia 2012                         | Москва             | 18 березня 2012 року                     | $3 000                             |
|       | StarLadder Star Series Season I                  | Київ               | 28 — 30 квітня 2012 року                 | $6 000                             |
|       | DreamHack Summer 2012                            | Єнчопінг           | 16 — 19 червня 2012 року                 | $7 250                             |
|       | The Premier League, season 2 (2012)              | Онлайн             | 17 квітня — 10 липня 2012 року           | $5 000                             |
|       | StarLadder Star Series Season II                 | Київ               | 12 — 14 червня 2012 року                 | $6 000                             |
|       | JoinDota Masters Special Edition                 | Онлайн             | 13 — 15 серпня 2012 року                 | 1 000 €                            |
|       | The International 2012                           | Сієтл              | 31 серпня — 2 вересня 2012 року          | $250 000                           |
|       | StarLadder Star Series Season III                | Київ               | 22 жовтня 2012 року                      | $6 000                             |
|       | GosuLeague: season 4                             | Онлайн             | 2 — 31 жовтня 2012 року                  | $2 500                             |
|       | Electronic Sports World Cup 2012                 | Париж              | 3 — 4 листопада 2012 року                | $12 000                            |
|       | joinDOTA Masters Special Edition № 2             | Онлайн             | 7 — 9 листопада 2012 року                | немає                              |
|       | joinDOTA Masters Special Edition № 2             | Онлайн             | 7 — 9 листопада 2012 року                | немає                              |
|       | ASUS Cup 2012 — Final Battle of the Year: DotA 2 | Київ               | 13 — 16 грудня 2012 року                 | $2 500                             |
| 5-8   | DreamHack Winter 2012                            | Єнчопінг           | 22 — 25 листопада 2012 року              | немає                              |
|       | GosuLeague season 5                              | Онлайн             | 10 листопада — 30 грудня 2012 року       | $2 500                             |
|       | Bigpoint Battle March                            | Онлайн             | 16 березня 2013 року                     | 1 500 €                            |
|       | TECHLABS Cup Russia 2013                         | Москва             | 22 — 23 березня 2013 року                | $1 500                             |
|       | joinDOTA Masters                                 | Онлайн             | 15 — 16 квітня 2013 року                 | 1 500 €                            |
|       | RaidCall EMS One Spring                          | Катовиці           | 20 — 23 квітня 2013 року                 | $12 000                            |
|       | WePlay DotA 2 League                             | Онлайн             | 16 березня — 14 травня 2013 року         | $1200 + ігрове обладнання на $1000 |
|       | TECHLABS Cup BY 2013                             | Мінськ             | 19 — 23 травня 2013 року                 | $3 500                             |
| 5-8   | DreamHack Summer 2013                            | Єнчопінг           | 15 — 18 червня 2013 року                 | $1 525                             |
|       | Alienware Cup                                    | Онлайн             | 16 червня — 10 липня 2013 року           | $25 000                            |
|       | The Defense 4                                    | Онлайн             | 5 червня — 25 липня 2013 року            | $12 000                            |
|       | The International Dota 2 Championship 2013       | Сієтл              | 3 — 11 серпня 2013 року                  | $632 000                           |
|       | SLTV StarSeries VII                              | Київ               | 10 — 13 жовтня 2013 року                 | $12 000                            |
|       | WePlay DotA 2 League Season 2                    | Онлайн             | 11 вересня — 10 жовтня 2013 року         | $13 000                            |
|       | TECHLABS Cup Grand Final 2013                    | Москва             | 16 — 17 листопада 2013 року              | $12 500                            |
| 3-4   | MLG Columbus                                     | Колумбус           | 22 — 24 листопада 2013 року              | $13 689                            |
|       | ASUS ROG DreamLeague (DreamHack Winter 2013)     | Єнчепінг           | 4 листопада — 1 грудня 2013 року         | $25 000                            |
| 5-6   | DotA 2 Champions League                          | Онлайн             | 17 жовтня 2013 року — 15 січня 2014 року | немає                              |
| 3-4   | RaidCall EMS One: Season 2                       | Тихи               | 7 — 9 грудня 2013 року                   | $4 000                             |
| 7-8   | HyperX D2L S4                                    | Лас-Вегас          | 14 жовтня 2013 року — 8 січня 2014 року  | немає                              |
|       | SLTV StarSeries VIII                             | Київ               | 17 — 19 січня 2014 року                  | $61 700                            |
|       | MLG T.K.O. Europe                                | Онлайн             | 4 лютого — 16 квітня 2014 року           | $1 500                             |
|       | Dota 2 Champions League Season 2                 | Онлайн             | 9 лютого — 15 квітня 2014 року           | $61 500                            |
|       | XMG Captains Draft Invitational                  | Онлайн             | 18 лютого — 1 квітня 2014 року           | $9 650                             |
| 5-6   | DreamLeague Season 1                             | Єнчепінг           | 3 березня — 16 червня 2014 року          | $8 000                             |
| 5-6   | StarLadder StarSeries Season 9                   | Київ               | 5 березня — 20 квітня 2014 року          | $7 500                             |
|       | HyperX D2L Western Challenge                     | Онлайн             | 1 квітня — 24 червня 2014 року           | $19 600                            |
|       | The Summit 1                                     | Лос-Анджелес       | 5 — 8 червня 2014 року                   | $13 235                            |
| 5-6   | ESL One Frankfurt 2014                           | Франкфурт-на-Майні | 28 — 29 червня 2014 року                 | $10 100                            |
| 7-8   | The International 2014                           | Сіетл              | 8 — 21 липня 2014 року                   | $519 208                           |
|       | Excellent Moscow Cup Season 2                    | Москва             | 15 серпня — 26 жовтня 2014 року          | $18 880                            |
| 5-6   | StarLadder StarSeries Season 10                  | Київ               | 15 серпня — 26 жовтня 2014 року          | $9 359                             |
|       | Megafon Battle Arena                             | Онлайн             | 25 — 26 серпня 2014 року                 | $5 000                             |
|       | Dota 2 Champions League Season 4                 | Бухарест           | 1 вересня — 2 листопада 2014             | $38 118                            |
| 5-6   | World E-sport Championships 2014                 | Ханчжоу            | 5 — 7 вересня 2014 року                  | $3 252                             |
|       | Game Show League Season 1                        | Москва             | 11 — 13 вересня 2014 року                | $10 000                            |
| 7-8   | World Cyber Arena 2014                           | Їньчуань           | 2 — 5 жовтня 2014 року                   | $3 250                             |
| 5-6   | ESL One New York 2014                            | Нью-Йорк           | 9 — 10 жовтня 2014 року                  | $7 000                             |
|       | XMG Captains Draft 2.0                           | Онлайн             | 31 жовтня — 21 грудня 2014               | $27 674                            |
| 5-6   | StarLadder StarSeries Season 11                  | Київ               | 14 жовтня 2014 — 18 січня 2015 року      | $3 470                             |
| 9-16  | Dota 2 Asia Championships                        | Шанхай             | 29 січня — 9 лютого 2015 року            | $45 863                            |
|       | Major All Stars Dota 2 Tournament                | Куала-Лумпур       | 20 — 22 березня 2015 року                | $11 120                            |
|       | DreamLeague Season 3                             | Єнчепінг           | 28 березня — 15 червня 2015 року         | $32 400                            |
| 9-16  | The International 2015                           | Сіетл              | 27 липня — 8 серпня 2015 року            | $55 289                            |
| 5-6   | World Cyber Arena 2015 — European Pro Qualifiers | Онлайн             | 21 — 24 вересня 2014 року                | $3 000                             |
| 5-6   | PGL Dota 2 Pro-AM                                | Онлайн             | 30 жовтня — 24 листопада 2015 року       | $1 000                             |
|       | BTS Europe #1                                    | Онлайн             | 21 — 29 грудня 2015 року                 | $3 000                             |
| 7-8   | SL i-League StarSeries Season 1                  | Лос-Анджелес       | 13 — 17 січня 2016 року                  | $5 047                             |
|       | Dota Pit League Season 4                         | Спліт              | 19 — 20 березня 2016 року                | $25 325                            |
|       | StarLadder i-League Invitational #1              | Київ               | 14 — 17 квітня 2016 року                 | $20 000                            |
| 5-6   | WePlay Dota 2 League Season 3                    | Київ               | 28 квітня — 1 травня 2016 року           | $8 300                             |
|       | DreamLeague Season 5                             | Стокгольм          | 21 — 22 травня 2016 року                 | $25 000                            |
| 7-8   | The Manila Major 2016                            | Маніла             | 3 — 12 червня 2016 року                  | $105 000                           |
|       | ESL One Frankfurt 2016                           | Франкфурт-на-Майні | 17 — 19 червня 2016 року                 | $62 500                            |
|       | The Summit 5                                     | Лос-Анджелес       | 13 — 17 липня 2016 року                  | $10 104                            |
|       | SL i-League StarSeries Season 2                  | Лос-Анджелес       | 21 — 24 липня 2016 року                  | $135 000                           |
| 9-16  | The International 2016                           | Сіетл              | 3 — 13 серпня 2016 року                  | $103 852                           |
| 5-6   | DreamLeague Season 7 EU Division                 | Онлайн             | 4 — 17 травня 2017 року                  | $6 000                             |
| 9-16  | EPICENTER 2017                                   | Москва             | 4 — 11 червня 2017 року                  | $5 000                             |
| 5-6   | DOTA Summit 7                                    | Лос-Анджелес       | 14 — 18 червня 2017 року                 | $3 500                             |
| 5-6   | StarLadder i-League Invitational #3              | Київ               | 12 — 15 жовтня 2017 року                 | $15 000                            |
| 7-8   | PGL Open Bucharest                               | Бухарест           | 19 — 22 жовтня 2017 року                 | $7 500                             |
|       | Midas Mode                                       | Онлайн             | 18 — 26 листопада 2017 року              | $7 500                             |
|       | Adrenaline Cyber League                          | Москва             | 21 — 22 листопада 2017 року              | $65 000                            |
|       | DreamLeague Season 8                             | Єнчепінг           | 1 — 3 грудня 2017 року                   | $70 000                            |
|       | MDL Macau                                        | Макао              | 8 — 10 грудня 2017 року                  | $30 000                            |
| 7-8   | ESL One Genting 2018                             | Паганґ             | 23 — 28 січня 2018 року                  | $8 000                             |
| 9-16  | ESL One Katowice 2018                            | Катовиці           | 20 — 25 лютого 2018 року                 | $5 000                             |
|       | GESC: Indonesia                                  | Джакарта           | 15 — 18 березня 2018 року                | $35 000                            |
| 5-6   | SLi Invitational 5                               | Київ               | 12 — 15 квітня 2018 року                 | $15 000                            |
| 9-16  | EPICENTER XL                                     | Москва             | 27 квітня — 6 травня 2018 року           | $5 000                             |
| 9-16  | China Dota2 Supermajor                           | Шанхай             | 2 — 10 червня 2018 року                  | $15 000                            |
|       | Autumn Brawl                                     | Онлайн             | 6 — 14 жовтня 2018 року                  | $4 500                             |
|       | DreamLeague Season 10                            | Стокгольм          | 29 жовтня — 4 листопада 2018 року        | $70 000                            |
|       | MegaFon Winter Clash                             | Москва             | 7 — 9 грудня 2018 року                   | $75 000                            |
|       | WePlay! Dota 2 Valentine Madness                 | Онлайн             | 10 — 16 лютого 2019 року                 | $10 000                            |
|       | PGL Major Copenhagen 2024                        | Копенгаген         | 17 — 31 березня 2024 року                | $500,000 (Prize Pool)              |

## FIFA

### Історія створення
На початку лютого 2011 року Natus Vincere відкрила FIFA-підрозділ, який включав найбільш титулованих гравців України. Олександр «ToTsi» Шрамко представляв Україну на World Cyber Games у 2010 році, Євген «Yozhyk» Мостовик — у 2009 році, а Олександр «BlooD» Рябікін — у 2008 році.

### Участь у турнірах
| Місце | Турнір                                         | Місце проведення | Дата проведення      | Призові              |
| ----- | ---------------------------------------------- | ---------------- | -------------------- | -------------------- |
| -     | Ukrainian FIFA League 2011                     | Київ             | 13 березня           | 1250 і 750 гривень   |
|       | OSPL Spring 2011                               | Алмати           | 3 квітня 2011        | $1 400               |
|       | WCG 2011 UA                                    | Київ             | 11 — 12 вересня 2011 | квота на гранд-фінал |
|       | SEC 2011                                       | Варшава          | 6 — 9 жовтня 2011    | $3 000               |
|       | FIFA Online 3 International Esports Tournament | Іу               | 26 — 29 квітня 2014  | $8 000               |